# 미소기

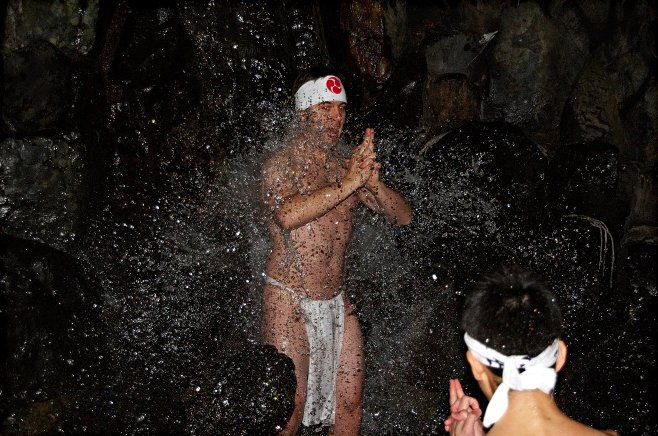
츠바키 대사 폭포 아래 밤 미소기

미소기 (禊)는 몸 전체를 씻어서 정화하는 신토의 관습이다. 미소기는 하라에라고 불리는 또 다른 신토 정화 의식과 관련이 있으며, 둘을 묶어 미소기하라에라고 하기도 한다.

## 배경
매년 많은 사람들이 미소기를 하기 위해 혼자 또는 소그룹으로 신성한 폭포, 호수, 강을 순례한다. 온타케산, 기이산맥, 요시노산은 일본의 미소기로 잘 알려진 고대 지역의 몇 가지 예에 불과합니다. 교토에서 사람들은 기요미즈데라의 오토와노타키 폭포 아래에서 몸을 담글 수 있지만 대부분의 방문객은 물에 뛰어들지 않고 물을 마신다. 미국에서는 매일 아침 곤류묘진노타키 폭포에 있는 아메리카 츠바키 대사에서 미소기를 수행한다.
미소기를 하기 전에 회원들은 일반적으로 일종의 예비 정화 과정을 거친다. 기도, 금식 또는 일종의 신체 활동과 같은 것들이 일반적이다. 일반적으로 여성은 특별한 흰색 기모노를 입고 남성은 훈도시를 입고 남녀 모두 머리띠를 착용한다. 그런 다음 후리타마 (降り魂)  또는 "정신 흔들기"를 시작하여 배 앞에서 손을 꽉 쥐고 위아래로 흔들어 상체를 진동시킨다. 이것의 목적은 내면의 영의 현존을 인식/통합하는 것이다. 다음은 "워밍업" 또는 미용 체조 (토리후네 (鳥船)  또는 "새 보트" 노 젓기)이다. 앞서 언급한 이 두 가지 관행에는 때때로 특별한 기도나 주문이 수반된다. 그 후, 지도자는 영을 활성화한다고 하는 기원/기도를 말하기 시작한다. 추종자들은 일반적으로 그들과 함께 말하며 자신의 정신을 실현할 수 있는 잠재력을 확인하고 주변의 카미와 합일한다.
위의 운동은 참가자가 물질대사를 높이고 일부 그룹은 심호흡을 동반하도록 수행된다. 그들은 정화 소금을 뿌릴 수 있으며 세 입에 폭포에 침을 뱉을 수 있다. 때때로 참가자들은 폭포에 들어갈 때 소금을 주어 폭포에 던진다. 일부 그룹에서는 리더가 아홉까지 센 다음 "예이!"한 다음 참가자들은 "하라이타마에 키요메타마에 로쿠콘 세에조오" (祓い給え清め給え六根清浄)  문구를 계속 외우면서 폭포에 들어간다. 이 문구는 카미에게 인간, 오감, 마음을 구성하는 여섯 가지 요소에서 불순물을 씻어내도록 요청한다. 이것의 관행은 그룹마다 다르며 각각 고유의 전통이나 방법이 있다.
미소기는 또한 훈련을 위한 마음을 준비하고 자신의 단전 또는 센터를 개발하는 방법을 배우기 위해 일부 형태의 무술, 특히 합기도에서 사용된다. 합기도의 창시자인 우에시바 모리헤이는 자신의 훈련을 보완하고 완벽을 추구하기 위해 정기적으로 이 형태의 명상을 사용했습다. 일본 키소사이어티 본부의 센신테이 미소기 우물은 해가 뜨기 전에 찬물로 된장을 하는 사람들로 유명한 곳이다.

## 같이 보기
- 세례

## 추가 자료
- Fisher, Mary Pat. Living Religions, 5th ed. Prentice Hall.
- Examples of different Misogi & Takigyo practices from the Yamabushi Christian Grübl (Austria)